# Ferdinand David
Ferdinand David (Hamburg, 1810 - Klosters, Suïssa, 1873) fou un violinista, director d'orquestra i compositor alemany. Pertanyia a una família jueva, però després es convertí al cristianisme. Era el pare del també músic Peter Julius Paul David (1840-1932).
Dedicat a la música des de molt infant, als 10 anys feu el primer concert, després es perfeccionà sota la direcció de Ludwig Spohr i Moritz Hauptman de 1823 a 1824. Més tard viatjà en companyia de la seva germana, i el 1827 ingressà com a violinista a l'orquestra del Teatre Reial de Berlín. El 1829, el baró de Liphardt (amb la filla del qual es casà més tard) li encarregà la direcció d'un quartet privat a Dorpat, adquirí fama de violinista a Sant Petersburg, Moscou, Riga i altres poblacions que visità, sent nomenat després a instàncies de Felix Mendelssohn, director de l'Orquestra del Gewandhaus de Leipzig, on tingué entre altres alumnes a Joseph Cramer, Arno Hilf, Jenő Hubay, Henry Schradieck, Robert Klenck, Gustav Hollaender, Eugene Albrecht, Fèlix Meyer, Wilhelm Langhans i Albert Rubenson, i donà concerts que a partir de llavors agafaren una nova empenta, davant l'enèrgica direcció del ja llavors cèlebre David. El 1843, David es va convertir en el primer professor de violí (Violinlehrer) a la Leipziger Conservatori de Música de nova creació.
David va treballar estretament amb Mendelssohn, proporcionant assessorament tècnic durant la preparació del concert per a violí d'aquest últim en mi menor. També va ser el solista en l'estrena de l'obra el 1845. Aquí tenim un fragment de les cartes que intercanviaven: "M'agradaria escriure't un concert per a violí pel pròxim hivern. Un en Mi menor em volta pel cap, el principi del qual no em deixa en pau. […] El principi em navega pel cap sense forma, però en un parell de dies d'inspiració agafarà forma[…] ".
David va morir sobtadament el 1873, als 63 anys, mentre estava d'excursió a la muntanya amb els seus fills, a prop de Klosters a l'àrea dels Grisons (Grisons) de Suïssa.

## Composicions
David va compondre al voltant de 50 peces, en les que trobem 12 temes i variacions per a violí i orquestra, 5 concerts de violí, un sextet de cordes, i concerts per a trombó, fagot, o clarinet, i orquestra i alguns Lieder. Es creu que també va escriure dues simfonies i una òpera, però encara no s'han pogut trobar. La seva obra més tocada avui en dia és sens dubte el seu Concertino per a Trombó i Orquestra (op.4).
També fou editor d'obres per a violí de Francesco Maria Veracini, Pietro Locatelli i Johann Gottlieb Goldberg.
David va ser també l'autor de diversos enganys musicals, com la notable "Chacona en sol menor de Tommaso Antonio Vitali".